# Fort Oranje (Ilha de Itamaracá)

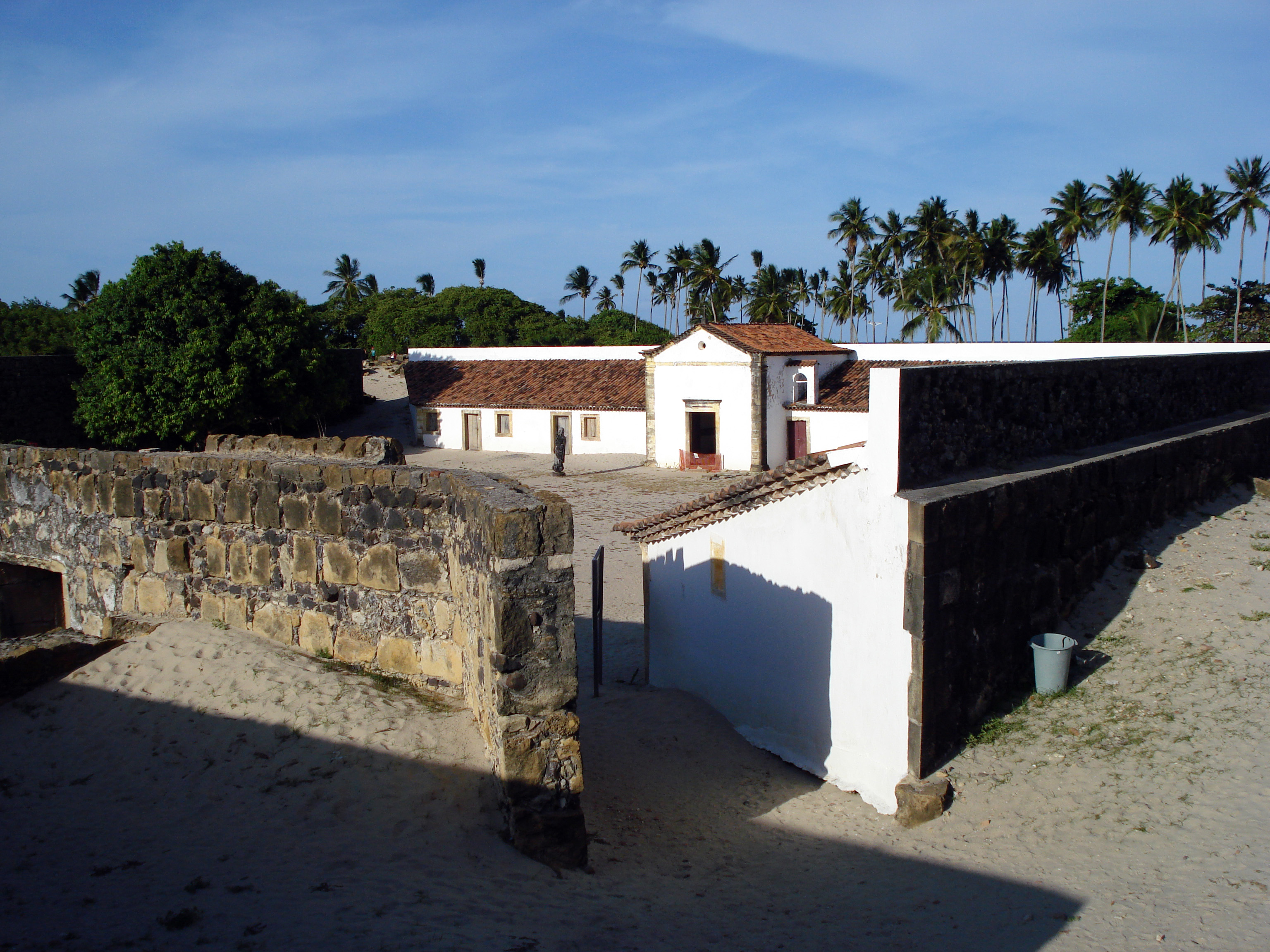
Teilansicht Fort Oranje

Fort Oranje (auch bekannt als Fort Orange, portugiesisch Fortaleza de Santa Cruz de Itamaracá) ist ein Fort auf der brasilianischen Insel Ilha de Itamaracá im Bundesstaat Pernambuco. 

## Geschichte
Es wurde von der niederländischen Niederländischen Westindien-Kompanie während des Bestehens der Kolonie Niederländisch-Brasilien etwa 60 km nördlich von Recife errichtet. Der Bau begann 1631 unter Leitung von Steyn Callenfels nach den Entwürfen des Ingenieurs Pieter van Bueren und bestand anfangs aus Zweigen und gestampfter Erde. Ab 1654 wurde es von den Portugiesen benutzt.

### Historisches Erbe
1938 wurde das Bauwerk zum Historischen Erbe erklärt. Es wird heute von etwa 70.000  Besuchern jährlich besichtigt.